# Darbon
Pour les articles homonymes, voir Darbon (homonymie).
Marc Darbon dit Darbon est un chanteur populaire marseillais de café-concert, né à Marseille le 10 avril 1879 et mort dans cette même ville le 24 mai 1930.

## Biographie
C'est dans sa ville natale qu'il débute comme diseur en 1902. Dès 1903, il est en vedette au casino de Toulon en compagnie de la chanteuse Lisette Nodart (1882-1923), qui deviendra son épouse. Par la suite, le couple Darbon-Nodart va alterner les passages sur scène entre Paris et Marseille.
Il est l'interprète des tout  premiers succès de Vincent Scotto : la Poulido partisano, mi-patois mi-français, chanson qui retrace l'histoire d'une vendeuse de poisson qui visite à Marseille l'exposition de l'électricité en 1908. Darbon imite alors ce personnage en habit féminin sur scène, dans le genre "homme protée" très en vogue au début du XXe siècle. D'autres succès de Scotto sont alors à l'affiche, comme Le conducteur de tram, Le gardien de la paix, L'exposition coloniale.
Après la guerre de 1914, sa rencontre avec le chansonnier Édouard Valette va être un tournant décisif dans la carrière de Darbon. Ce n'est plus alors de la chanson locale destinée uniquement à un public marseillais, mais un « style marseillais » destiné à être « exporté » dans tout le reste de la France. C'est à cette époque qu'il abandonne le costume strict alors en vigueur au café-concert pour une tenue plus décontractée dite à la jeune : chemise sans cravate et chapeau de paille, style qui inspirera par la suite d'autres chanteurs du Midi de la nouvelle génération, comme Alibert, Doumel, Darcelys, Gorlett. Ses succès du jour sont entre autres Adieu chois, Entre donc fada, Vas-y Marius. Après le décès de Lisette Nodard en 1923, pour laquelle il fait construire un tombeau au cimetière St Pierre de Marseille, il connait lui-même de graves problèmes de santé qui l'éloignent de la scène de plus en plus fréquemment : il ne peut assurer la vedette d'une revue montée à l'Alcazar de Marseille en 1928. Il décède le 24 mai 1930 et sera inhumé aux côtés de son épouse.
Il fut le premier artiste à enregistrer le répertoire du midi 1908-1910 chez Odéon et Pathé Frères. 

## Sources
- Retrophono Adrien Eche et Chansonia numéro 12, avril 2005
- Enregistrements disponibles au public par le Fonds Régional d'Enregistrements Provençaux de 1908 à 1950, bibliothèque municipale de Saint-André-les-Alpes.